# Diärese (Phonetik)
Diärese (altgriechisch διαίρεσις diaíresis ‚Trennung‘; lat. diaeresis) ist in der Phonetik und Phonologie die getrennte Aussprache von zwei aufeinander folgenden Vokalen, z. B. in Aleuten (Alëuten) gegenüber Leuten. Der Gegensatz zur Diärese ist die Synärese, die zwei Vokale lautlich – meist zu einem Diphthong (beispielsweise ei, eu, au im Deutschen) – zusammenzieht.
Durch die Diärese werden die Vokale auf zwei Silben verteilt. Dadurch entsteht ein Hiat, der jedoch in vielen Varietäten des Deutschen durch Prothese des Glottalverschlusslautes [⁠ʔ⁠] vor die zweite Silbe wieder getilgt wird; so etwa in ideal [ideˈʔaːl ~ ideˈaːl], Poesie oder Oboe.
In einigen Sprachen, wie zum Beispiel dem Französischen, Spanischen, Niederländischen oder dem Luxemburgischen, wird die Diärese orthographisch durch ein Trema (◌̈) gekennzeichnet (das auf Englisch und Spanisch ebenfalls diaeresis resp. diéresis heißt). Auch im Englischen ist dies in einigen Publikationen üblich; so wird z. B. in der Hausorthographie des New Yorker das Wort „naive“ „naïve“ geschrieben und das Wort „cooperation“ „coöperation“.